# دانشگاه ساسکاچوان
دانشگاه ساسکاچوان (به انگلیسی: University of Saskatchewan) یک دانشگاه تحقیقاتی دولتی در شهر ساسکاتون در حاشیه رود ساسکاچوان جنوبی واقع در استان ساسکاچوان کانادا است که در سال ۱۹۰۷ میلادی تأسیس شده‌است. دانشگاه ساسکاچوان یکی از اعضای گروه U15 (پانزده دانشگاه برتر کشور کانادا) می باشد.

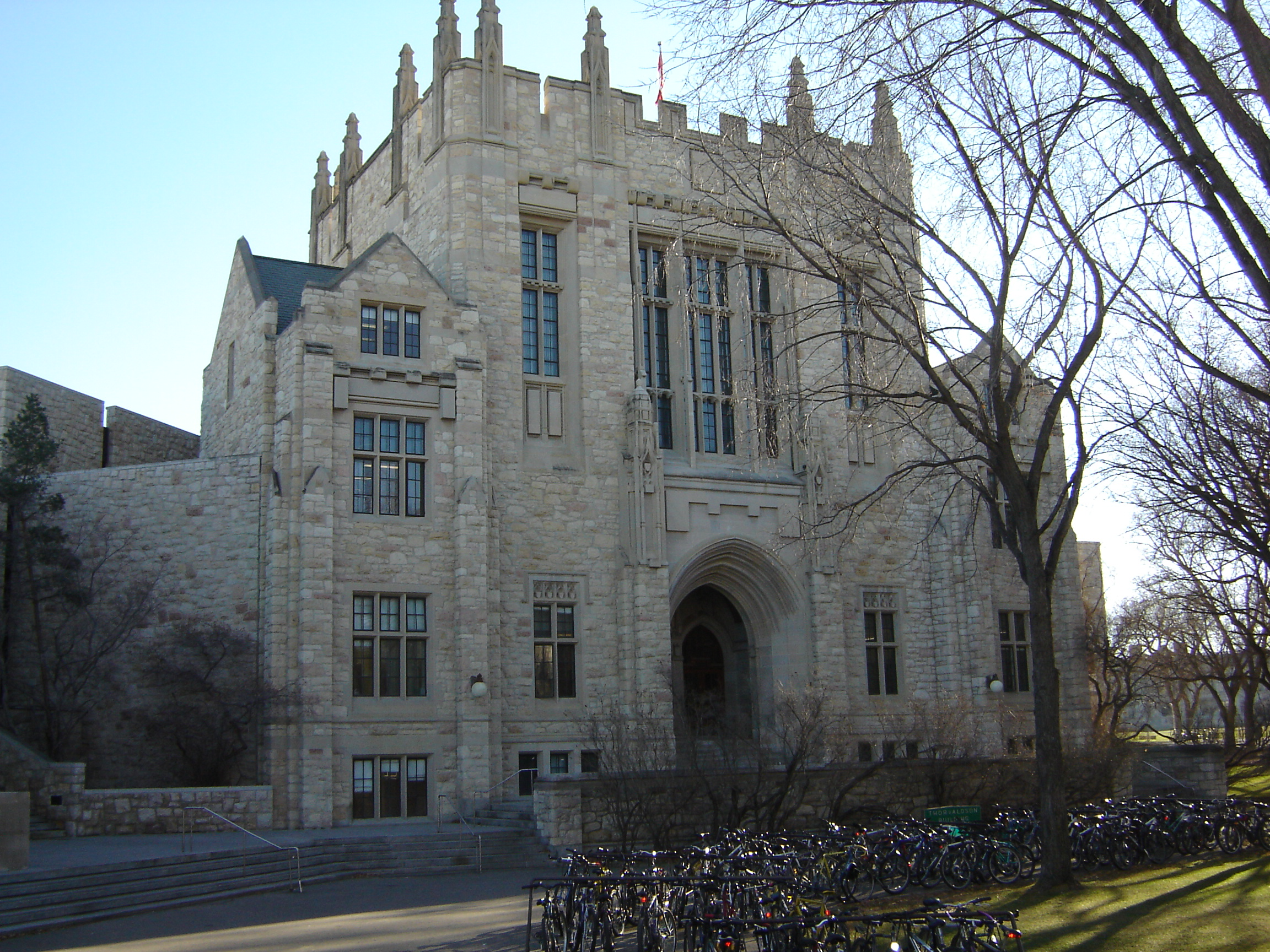

در دکترای پزشکی نیز این دانشگاه در میان ده دانشگاه برتر کانادا قرار دارد. همچنین دانشگاه ساسکاچوان در رشته‌های بیوتکنولوژی کشاورزی و ژنوم دامی در جهان پیشرو است. کالج کشاورزی و منابع طبیعی از شهرت جهانی در علوم کشاورزی برخوردار است و دانشکده مهندسی در میان ۱۰ برنامهٔ مهندسی برتر کانادا قرار گرفته‌است. در سالیان گذشته ریاست دانشکده مهندسی شیمی دانشگاه ساسکاچوان را دکتر پنگ که به دلیل معادله ترمودینامیکی پنگ-رابینسُن مشهور است، برعهده داشت‌. مرکز تحقیقات نوری معروف به Canadian Light Source که از بزرگترین آزمایشگاه‌های در نوع خود در جهان است نیز در دانشگاه ساسکاچوان قرار دارد.
۲ نفر از استادان و فارغ‌التحصیلان دانشگاه ساسکاچوان تاکنون موفق به دریافت جایزه نوبل گردیده‌اند.

## پیشینه تاریخی دانشگاه ساسکاچوان
دانشگاه ساسکاچوان با الگوبرداری از دانشگاه‌های آمریکایی و با تأکید بر کار عملی و تحقیقات کاربردی در تاریخ ۳ آوریل ۱۹۰۷ توسط دولت محلی ساسکاچوان به عنوان یک مؤسسه مستقل آموزشی برای شهروندان آن ایالت تأسیس شد. پردیس دانشگاه ساسکاچوان جزء مناطق حفاظت شده ی تاریخی کانادا می‌باشد و در حاشیه رود ساسکاچوان جنوبی جنوبی قرار گرفته‌است و جزو زیباترین پردیسهای دانشگاهی کانادا محسوب می‌شود. ساخت اولین ساختمان این پردیس در ۲۹ ژوئیه ۱۹۱۰ در رنگ قهوه‌ای روشن با نمای سنگ و با طرح گوتیک به پایان رسید.
این دانشگاه در ابتدا در رشته‌های پزشکی؛ حقوق و الاهیات شروع به آموزش دانش پژوهان نمود و در سال ۱۹۱۲ اولین فارغ‌التحصیل این دانشگاه را معرفی کرد.
در سال ۱۹۲۷ به افتخار دانشجویان این دانشگاه که در جنگ جهانی اول جنگیدند بنای یادبودی ساخته شد که هم‌اکنون به عنوان ورودی اصلی این دانشگاه مورد استفاده قرار می‌گیرد.
| thumble                                                           |
| نماد یادبود دانشجویان دانشگاه سَسکَچوان که در جنگ جهانی اول جنگیدند |

## برندگان جایزه نوبل
- گرهارد هرتسبرگ، نوبل شیمی در سال ۱۹۷۱
- هنری تاب، نوبل شیمی در سال ۱۹۸۳

## فارغ‌التحصیلان سرشناس ایرانی
- سید صفدر حسینی، وزیر کار و رفاه اجتماعی و وزیر امور اقتصادی و دارایی در دولت سید محمد خاتمی

- محمود فتوحی فیروزآباد، رئیس پیشین دانشگاه صنعتی شریف

## خانه‌ها و خوابگاه‌های دانشگاه ساسکاچوان
- گروهه خانه‌های دانشجوهای بالاتر (Graduate house)؛

این گروهه خانه‌ها برای دانشجویان کارشناسی ارشد و دکترا یا دانشجویانی که در دوره‌های پیشرفته آموزش میبییند در سال ۲۰۱۳ ساخته و آماده شدند.
- راسته کالج (College quarter)؛

هر یکان این ساختمان‌ها ۶ اتاق با ساز و برگ مناسب زندگی دانشجویی دارد. برخی یکان‌ها چهار، سه یا دو اتاق دارند و چند هنرکده (studio) هم برای اجاره وجود دارد.
- آشیانه رهسپاری (voyageur place)؛

این گروهه خوابگاهی می‌تواند ۵۸۸ دانشجو را در خود بپذیرد. این خوابگاه‌ها در میان دانشگاه قرار گرفته‌اند. این گروهه چهار بخش است
- - دالان اَتَبَسکا
  - دالان ساسکاچوان
  - دالان کَپِل
  - بخش بعدی دالان کَپِل
- خانه‌های پارک مک اِیُون (McEown Park)؛

در این پارک چهار ساختمان وجود دارد. ساختمان‌های والستون (Wollaston hall) و اَسینیبُین (Assiniboine hall) که یکان‌های یک خوابه و دو خوابه دارند. ساختمان سیگرویلر که یکان‌های شش اتاقه دارد و خوابگاه به‌شمار می‌رود و ساختمان سوریس (Souris hall) که برای خانواده‌هایی است که فرزند خردسال داردند.

## نگارخانه

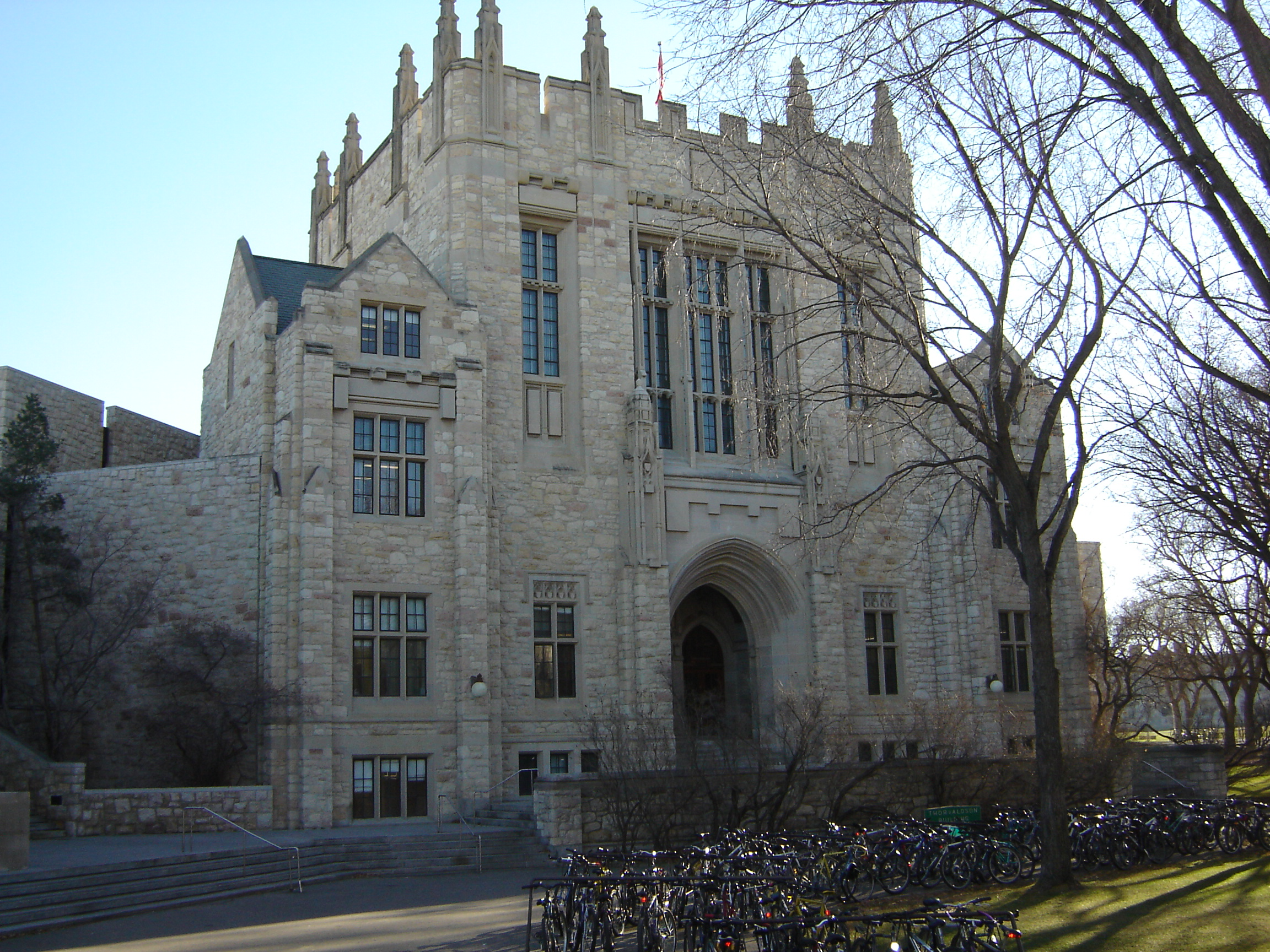
ساختمان تُروالدسن
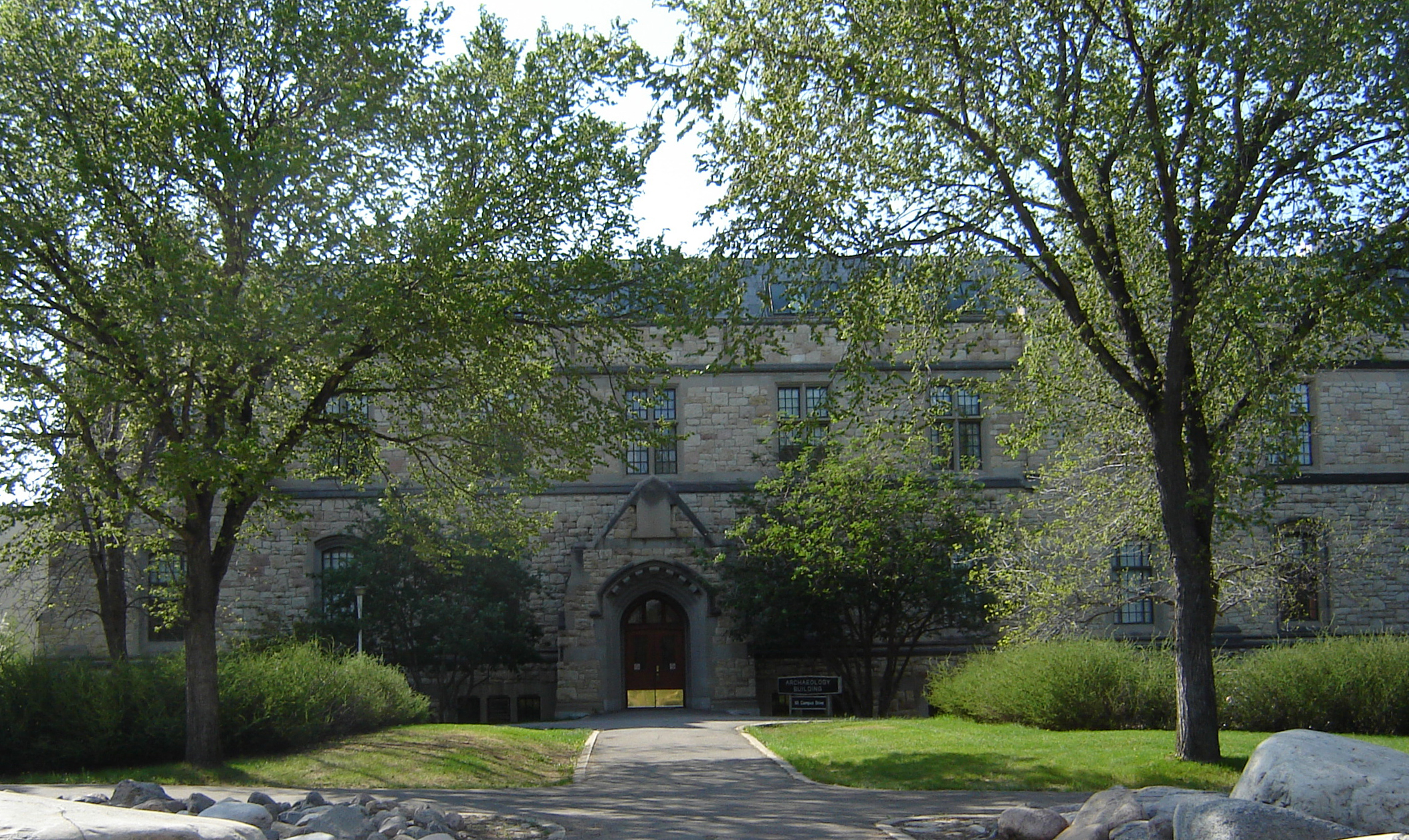
ساختمان دانشکده باستان شناسی
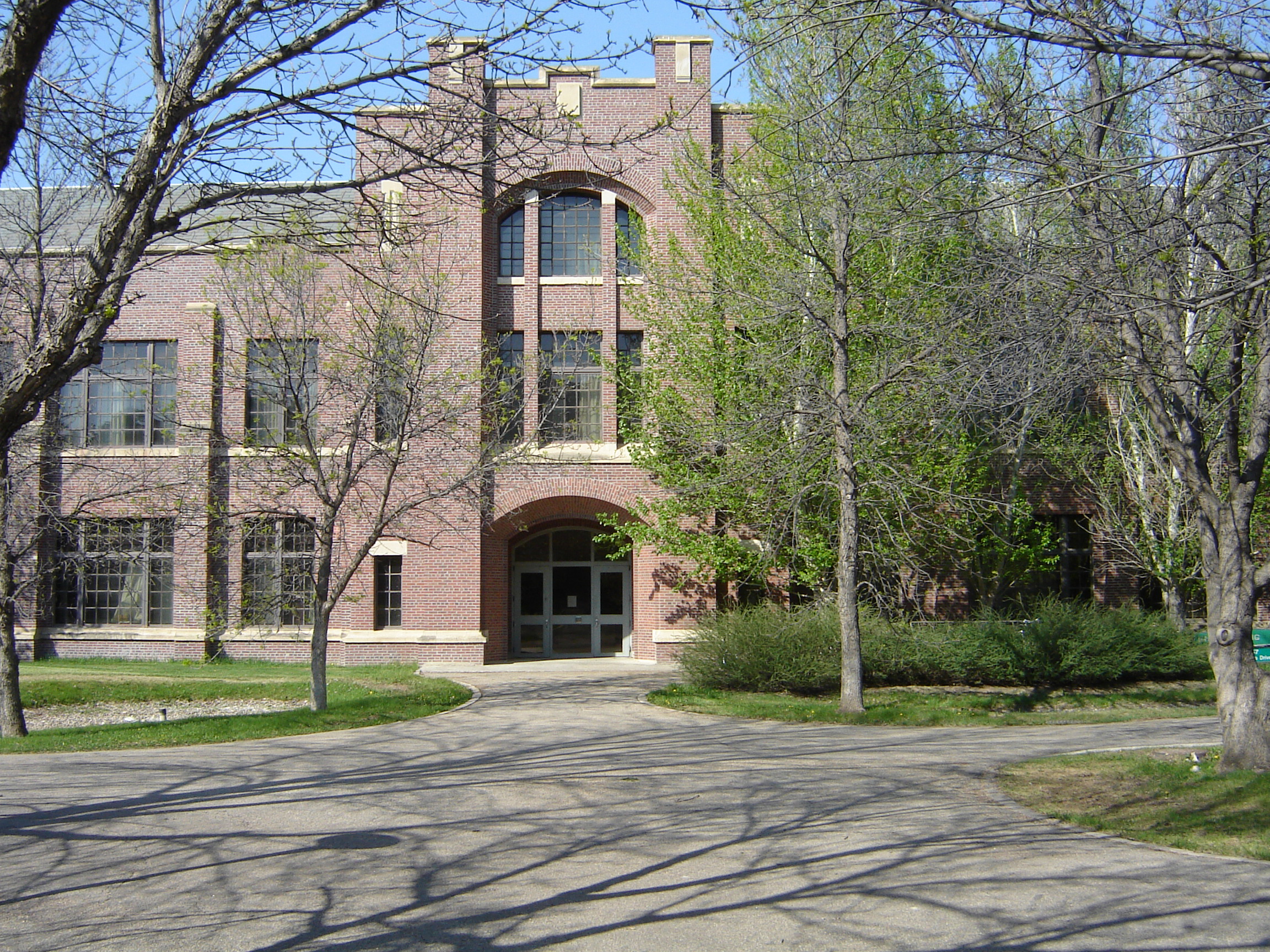
ساختمان دانشکده مهندسی
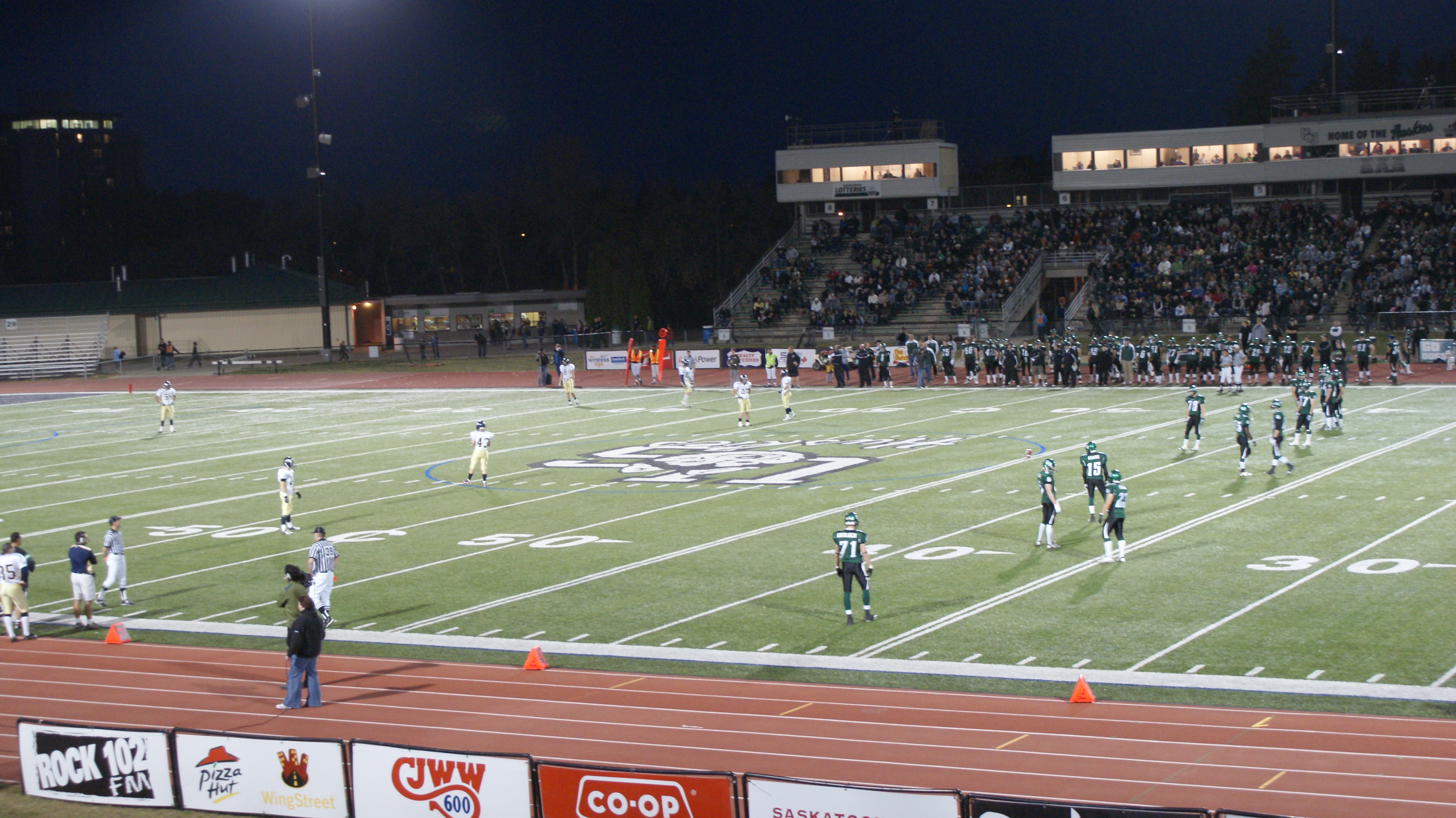
تیم فوتبال دانشگاه ساسکاچوان
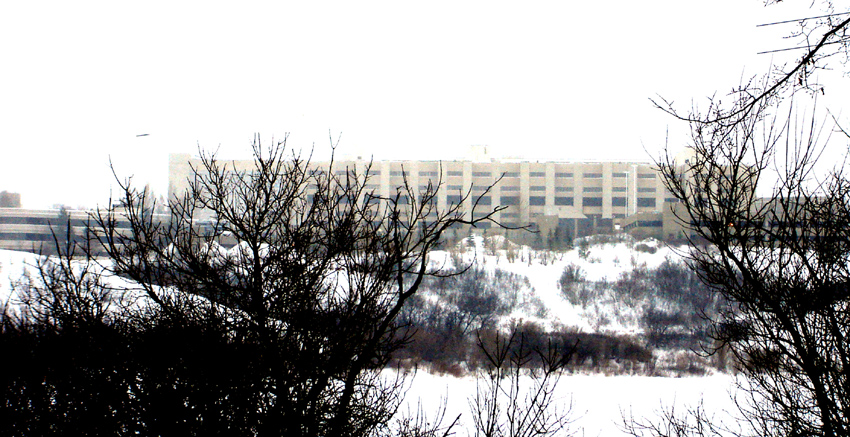
بیمارستان دانشگاه
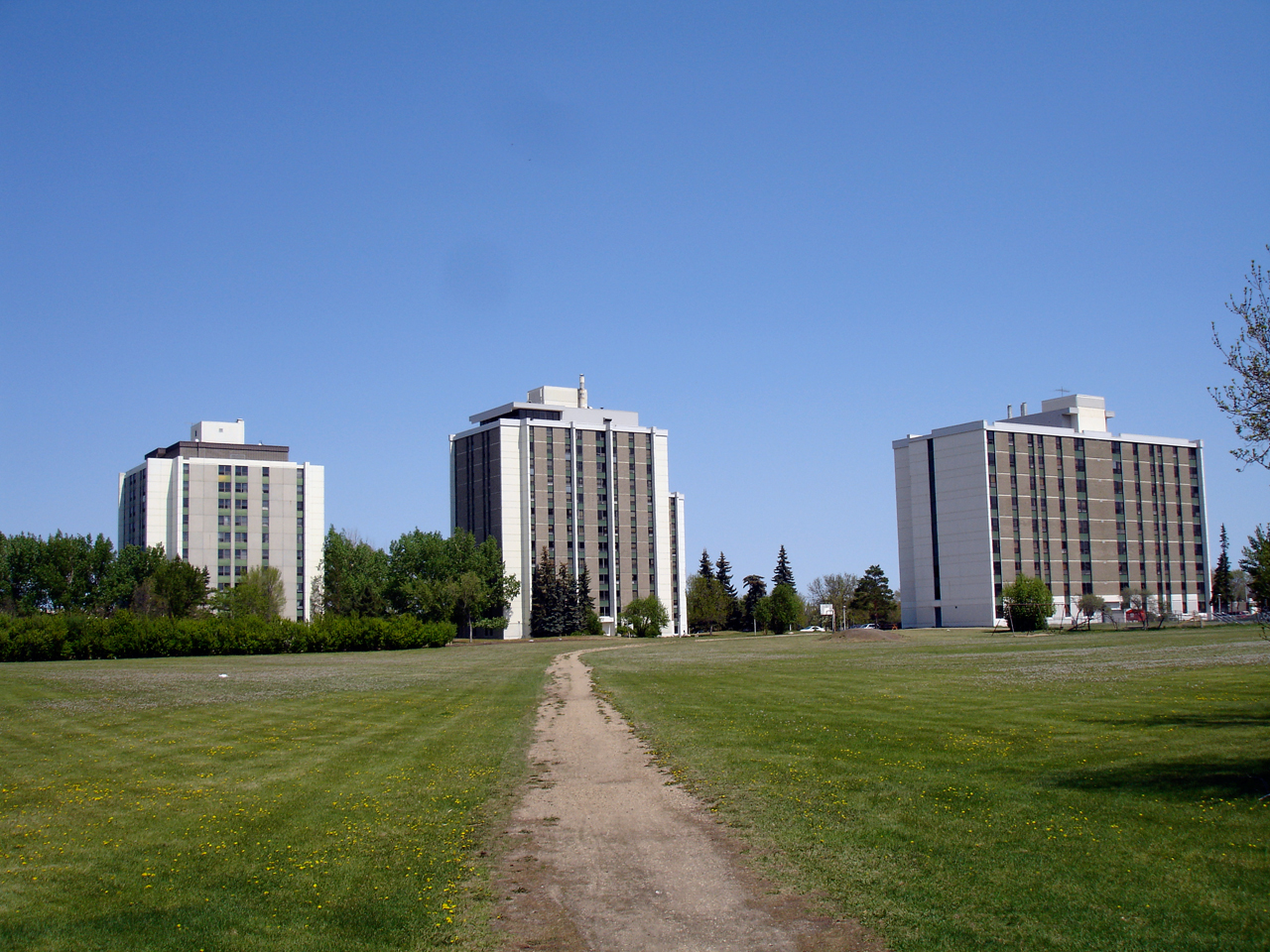
خوابگاه‌های دانشجویان
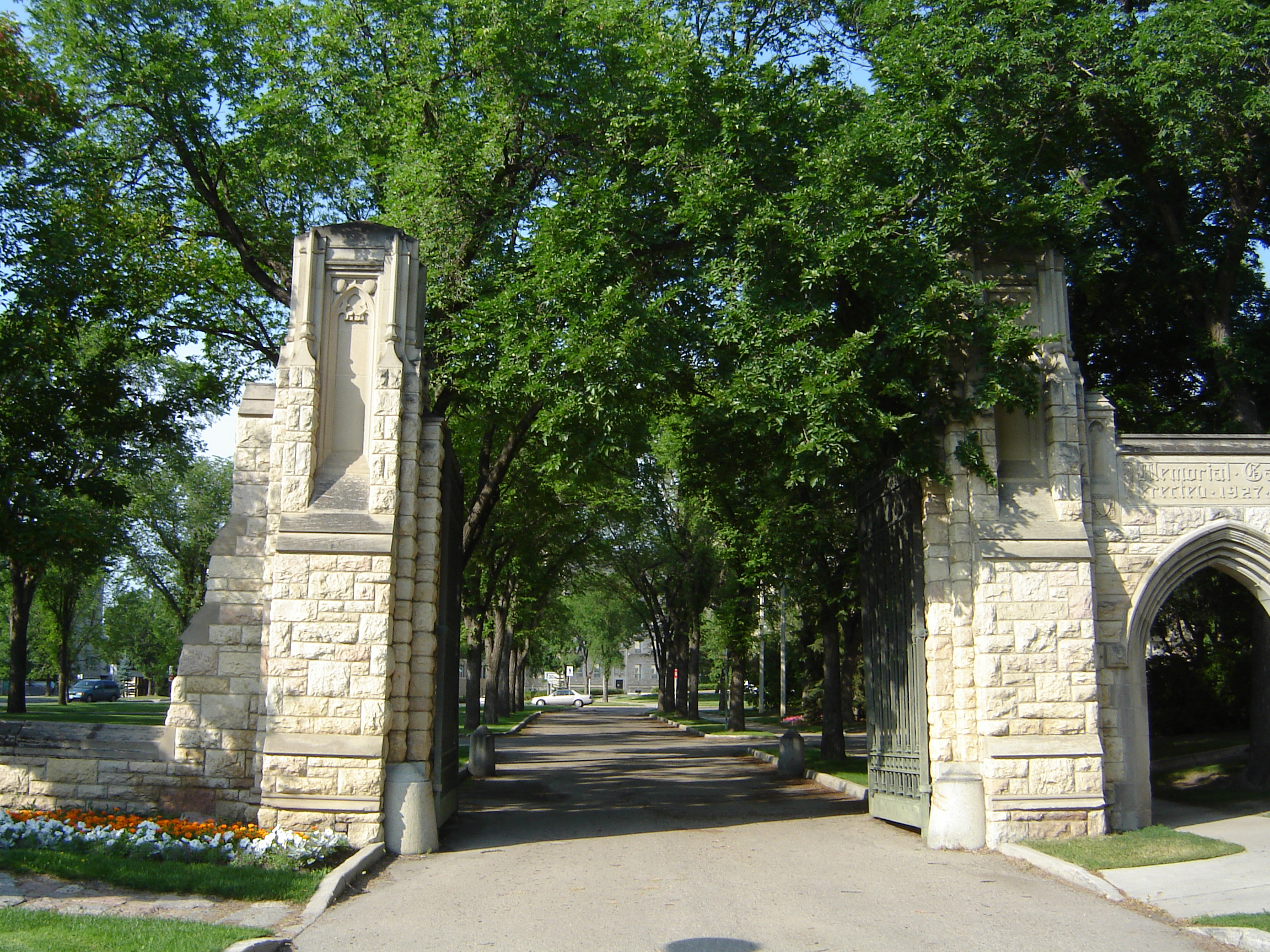
ورودی دانشگاه
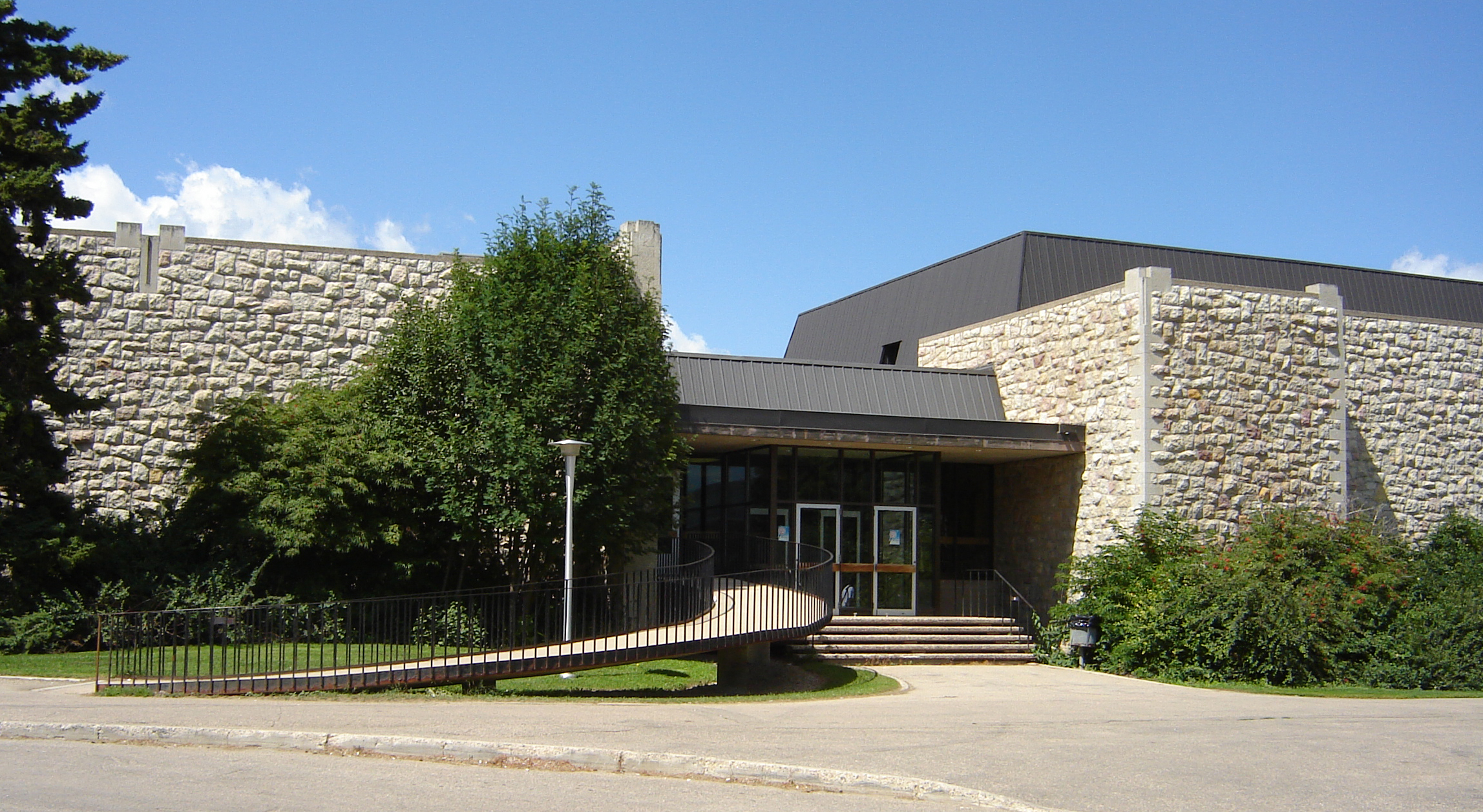
دپارتمان فیزیک
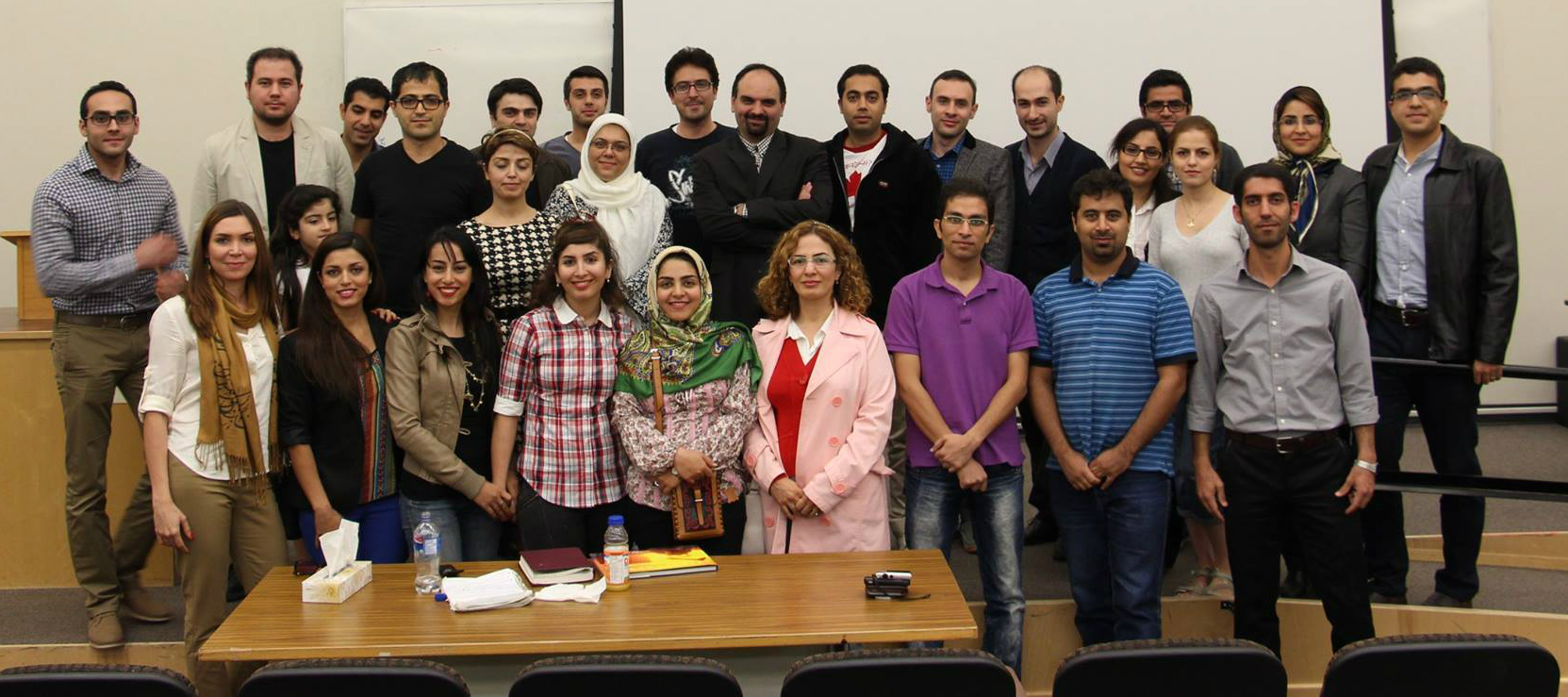
برنامه در سپهر سپهری. سخنرانی دکتر سروش دباغ در دانشگاه سسکچوان در شهر ساسکاتون
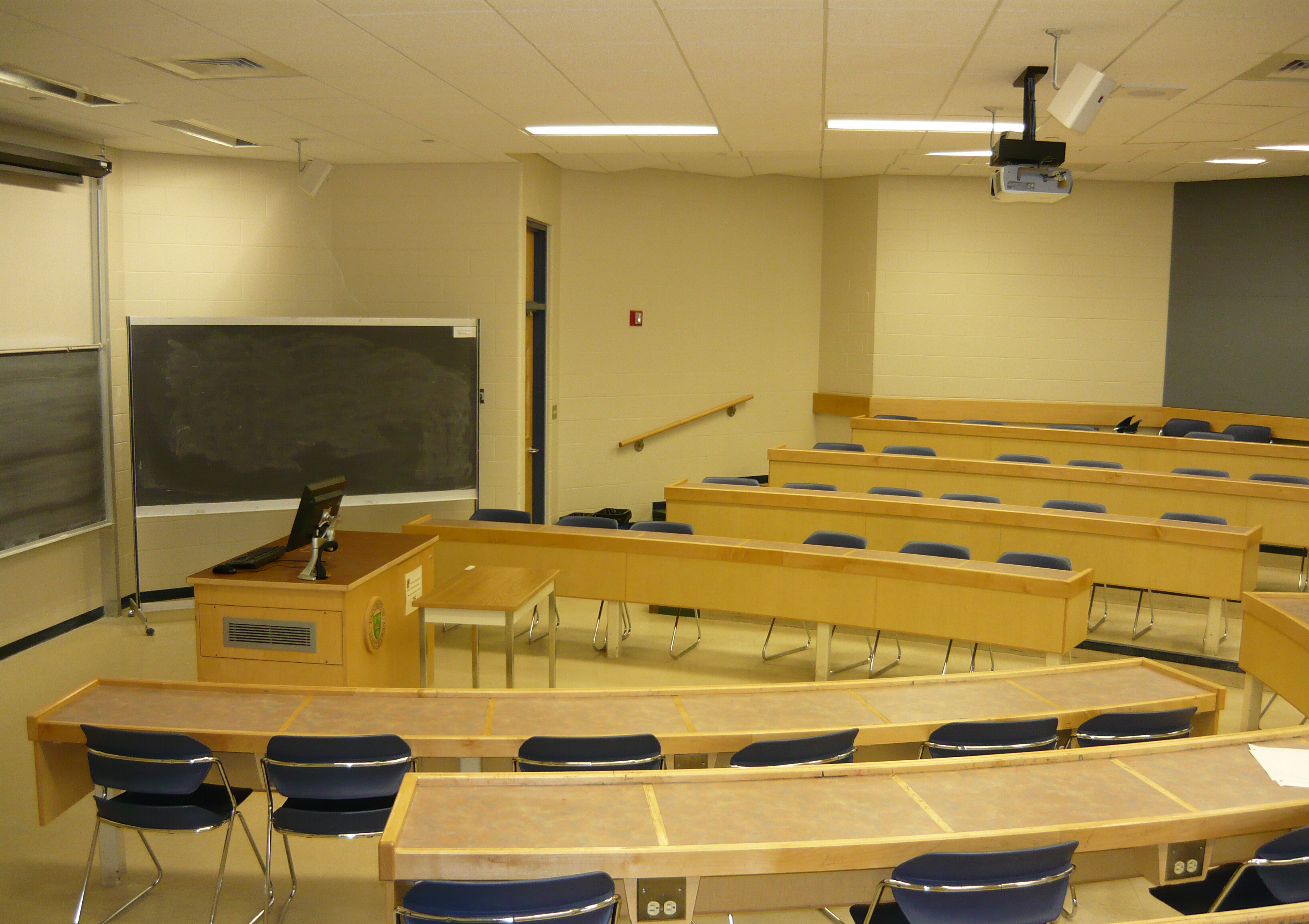
کلاس درس
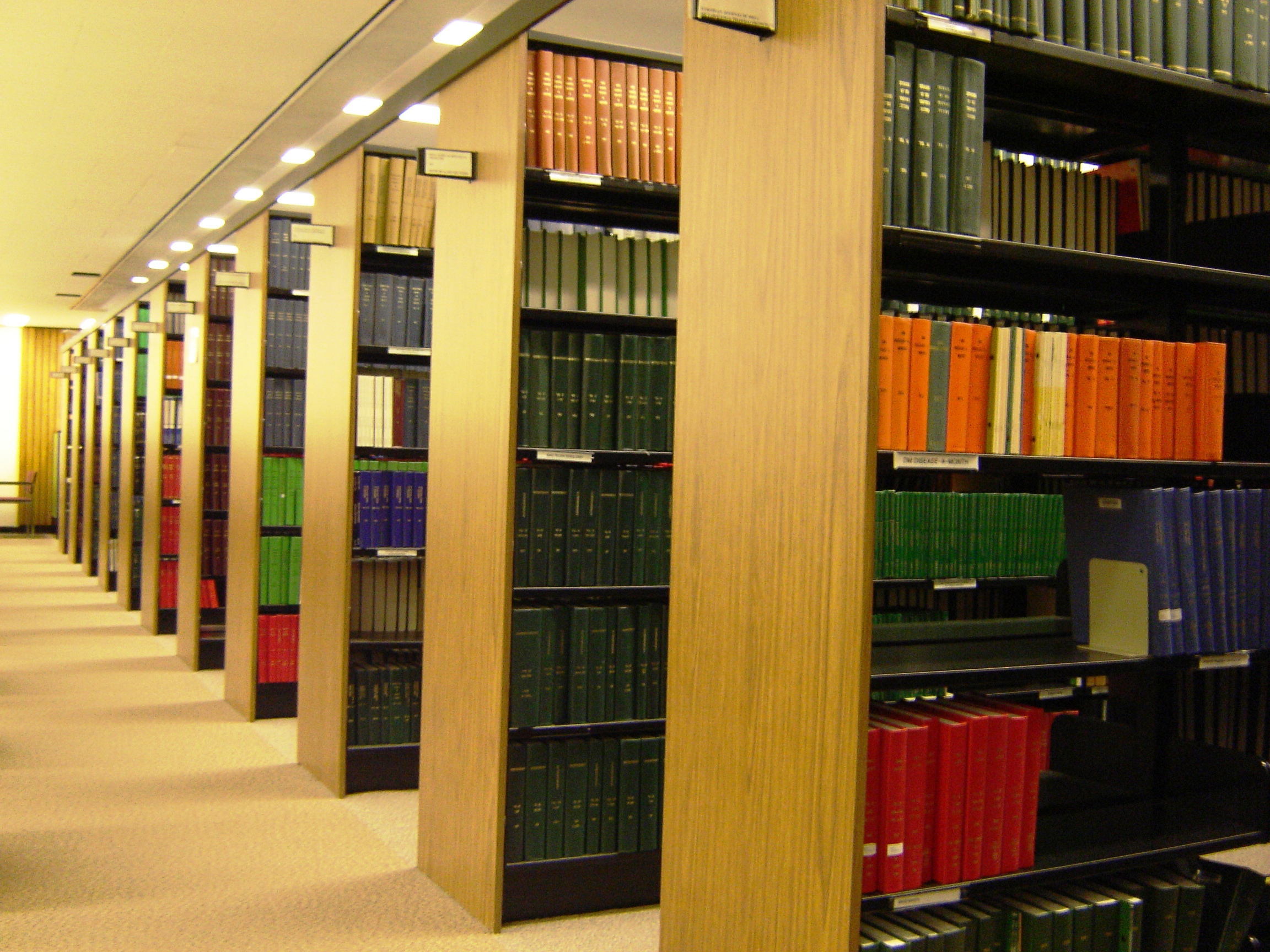
کتابخانه دانشگاه
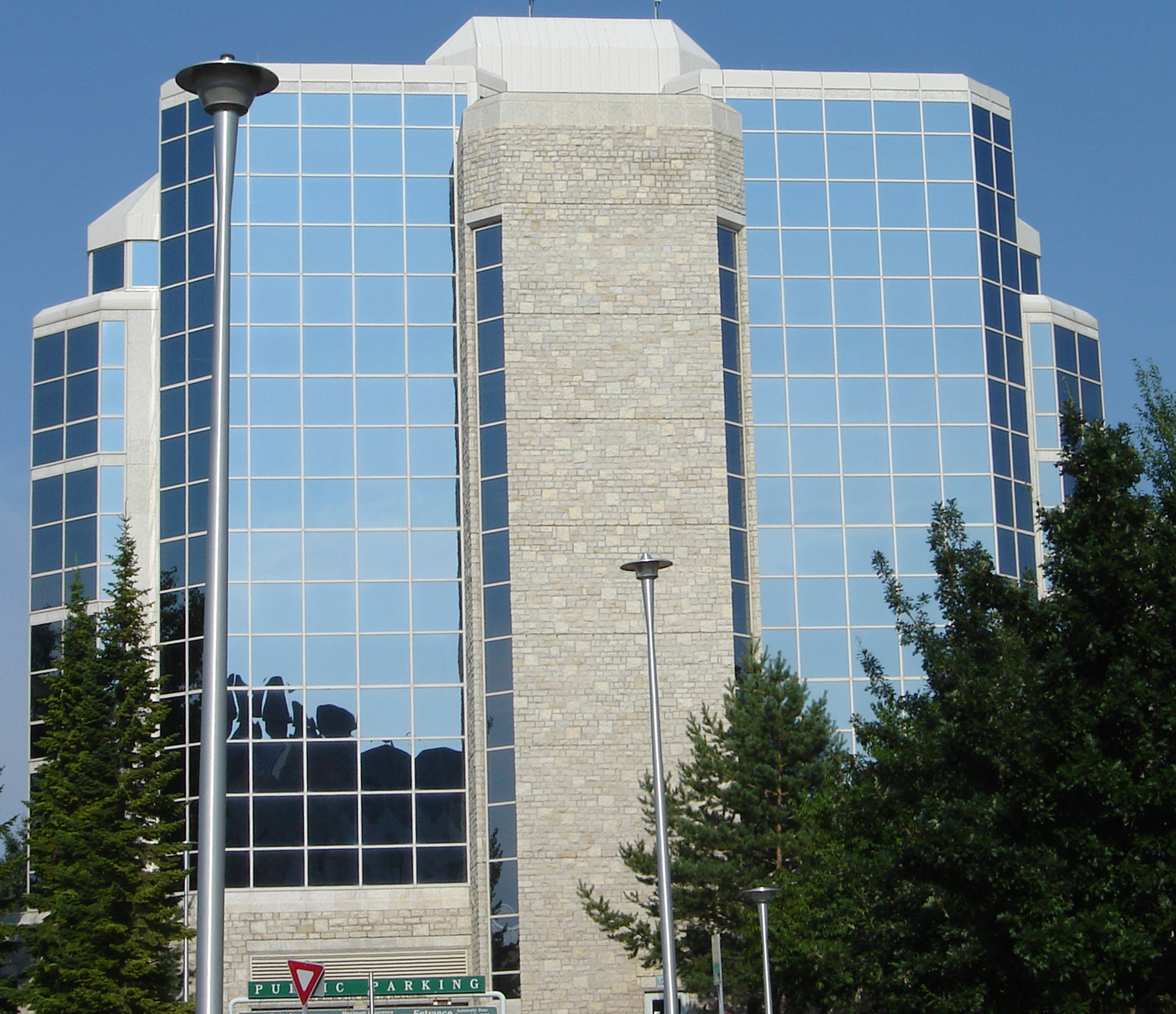
دانشکده کشاورزی و منابع طبیعی